# Mascotte (vloei)

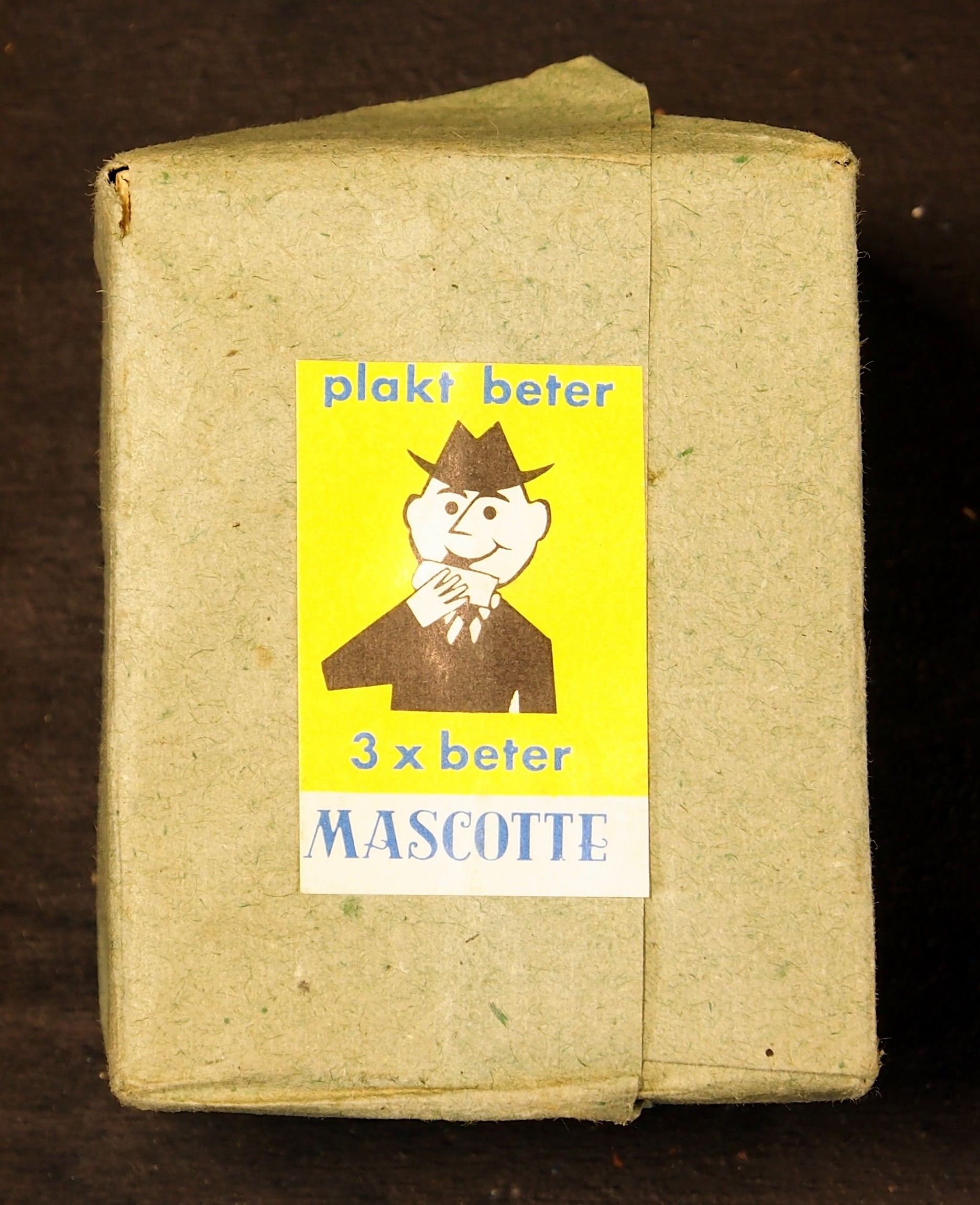
Oud pakje Mascottes.

Mascotte is een merk sigarettenpapier.
Er zijn verschillende soorten Mascottevloeipapier te verkrijgen variërend in dikte, lengte en brandsnelheid.

## Geschiedenis
Mascotte werd vlak na de Tweede Wereldoorlog geïntroduceerd door de Eindhovense tabaksfirma Mignot & De Block. Er was destijds een tekort aan vloeipapier en importeren was niet toegestaan. Frank Mignot kocht daarom bij een Limburgse drukker een partij papier waarop normaal gesproken bijbels werden gedrukt en bracht dat onder de merknaam 'Mascotte' op de markt.
Mascotte introduceerde tevens de eerste filterhulzen.
Het hoofdkwartier van Mascotte is nog steeds te vinden in Eindhoven, de productie van de vloei en filterhulzen gebeurt echter in Frankrijk, Duitsland, Oostenrijk en Engeland.